# Редвуд-Крик
Редвуд-Крик (англ. Redwood Creek, юрок: ’O’rekw ’We-Roy) — река на северо-западе штата Калифорния, США. Полностью протекает по территории округа Гумбольдт. Длина реки составляет 99 км, при этом площадь её бассейна — всего 723 км².

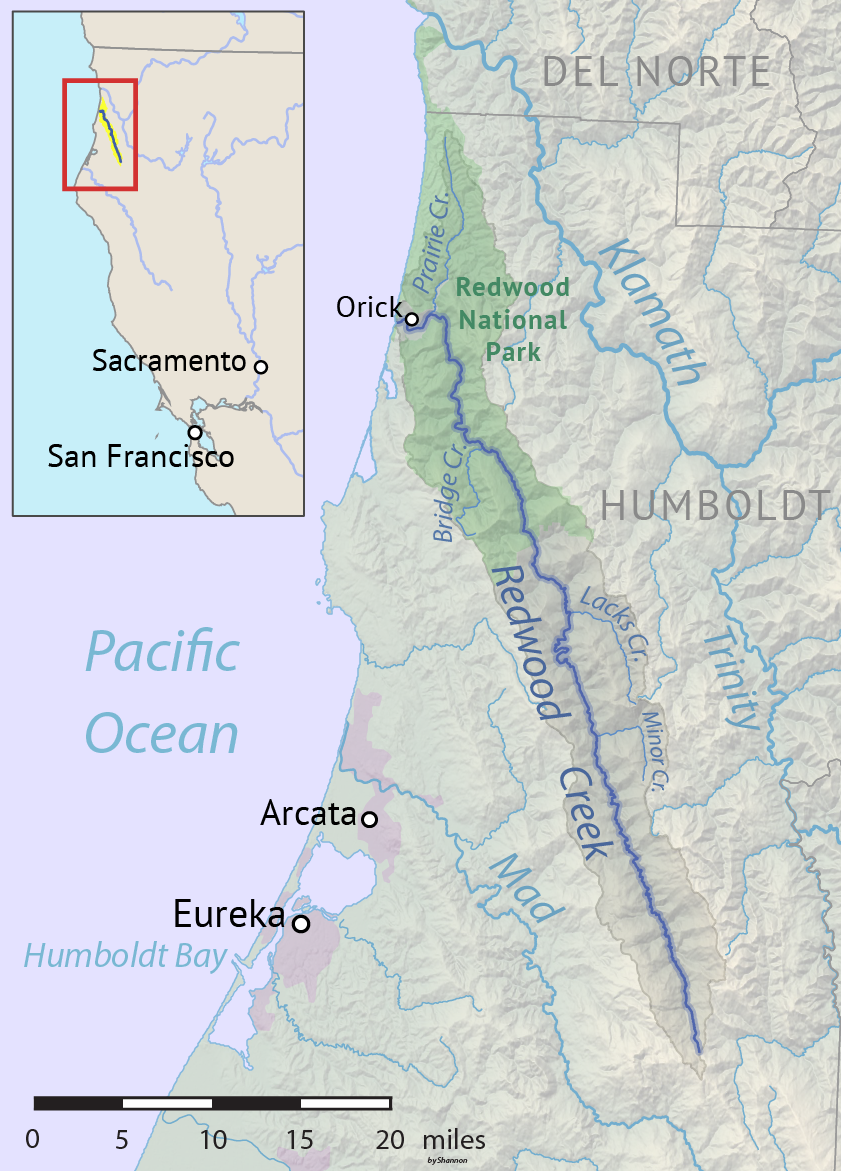
Схема бассейна реки Редвуд-Крик

Редвуд-Крик берёт начало в Каскадных горах, на высоте 1341 м, недалеко от населённого пункта Динсморес. Река течёт через глубокую лесистую долину, принимая множество небольших притоков, в том числе ручьи Лакс и Минор. Примерно в 24 км ниже истока реку пересекает калифорнийское шоссе № 299. Примерно в 32 км выше устья река пересекает южную границу национального парка Редвуд, по территории которого она течёт далее почти до своего устья. Немногим ниже Редвуд-Крик принимает левый приток Бридж-Крик, а далее река несёт свои воды через рощи секвойи. По берегам реки растут одни из самых высоких деревьев секвойи в мире. Вблизи статистически обособленной местности Орик река поворачивает на запад и принимает свой крупнейший приток, реку Прайри-Крик. Впадает в Тихий океан в 48 км к северу от города Юрика и в 43 км к югу от города Кресент-Сити.
Бассейн реки Редвуд-Крик простирается примерно на 56 км с севера на юг, при этом его протяжённость с запада на восток составляет от 7 до 11 км. На большей части своего течения река протекает по широкой и глубокой (до 460 м глубиной) долине, которая расположена между бассейном реки Мэд (на западе) и бассейном реки Кламат (на востоке). Высота бассейна изменяется от более 1500 до 0 м над уровнем моря. На реке нет ни одной плотины, имеется лишь несколько приспособлений для отвода воды для сельскохозяйственных нужд на нижних 5 км течения. Единственным населённым пунктом в бассейне Редвуд-Крика является статистически обособленная местность Орик.